# Incendie de la bibliothèque de Jaffna
L'incendie de la bibliothèque de Jaffna (tamoul : யாழ் பொது நூலகம் எரிப்பு ; singhalais : යාපනය මහජන පුස්තකාලය ගිනිබත් කිරීම) fut un événement important au déclenchement de la guerre civile du Sri Lanka. Une foule d'origine cingalaise s'est déchaînée dans la nuit du 1er juin 1981, brûlant la bibliothèque de Jaffna. Ce fut l'un des exemples de biblioclasme les plus violents du XXe siècle . Au moment de sa destruction, la bibliothèque était l'une des plus grandes d'Asie, contenant plus de 97 000 livres et manuscrits,.

## Contexte
La bibliothèque a été construite en plusieurs étapes à partir de 1933, commençant par une modeste collection privée, et avec l'aide des citoyens locaux, elle est devenue une bibliothèque à part entière. La bibliothèque était également un dépôt de documents d'archives écrits en feuille de palmier. Elle possédait des copies originales de documents historiques régionaux de l'histoire politique du nord du Sri Lanka, et elle avait conservé les publications de journaux de plusieurs centaines d'années,.
En 1959, la première aile de la bibliothèque a été ouverte par le maire de Jaffna, Alfred Duraiappah. L'architecte du bâtiment, S. Narasimhan de Madras en Inde avait choisi un style indo-sarrasin. Le bibliothécaire indien S. R. Ranganathan a servi de conseiller pour s'assurer que la bibliothèque soit construite selon les normes internationales,.

## Émeutes et incendie
Le dimanche 31 mai 1981, le Front uni de libération tamoul (TULF), un parti politique populaire de la région, a organisé un rassemblement au cours duquel a eu lieu une tentative d'assassinat de trois officiers de police par des hommes armés du PLOTE (L’Organisation populaire de libération de l'Eelam Tamoul), tuant deux des trois cibles, un cingalais et un tamoul srilankais.
Cette nuit-là, la police et les paramilitaires ont commencé un pogrom qui a duré trois jours. Le siège du parti TULF et la résidence du député tamoul de Jaffna V. Yogeswaran (en) ont été détruits. Quatre personnes ont été sorties de leurs maisons et tuées au hasard. De nombreux établissements commerciaux et un temple hindou local ont également été délibérément détruits.
Dans la nuit du 1er juin, selon de nombreux témoins oculaires, la police et les paramilitaires parrainés par le gouvernement ont incendié la bibliothèque publique de Jaffna et l'ont complètement détruite. Plus de 97 000 volumes de livres  et des manuscrits irremplaçables ont été détruits. Parmi les objets détruits figuraient des rouleaux inestimables de valeur historique. Les articles détruits comprenaient des mémoires et des œuvres d'écrivains et de dramaturges qui ont apporté une contribution significative à la subsistance de la culture tamoule, et ceux des médecins et des politiciens réputés localement.
Le bureau de  Eelanaadu , un journal local, a également été détruit. Des statues de personnages culturels et religieux tamouls ont été détruites ou défigurées.
En 1984, la journaliste irlandaise Nancy Murray a écrit dans un article de journal que plusieurs officiers de sécurité de haut rang et deux ministres étaient présents dans la ville de Jaffna, habillés en civil pour organiser des actes de destruction organisés.
En 2001, le journal Daily News appartenant au gouvernement srilankais concède que l'événement de 1981 a été organisé par le gouvernement de l'époque.

## Réactions
Les médias nationaux n'ont pas relayé l'incendie. Au cours d'un débat parlementaire qui a suivi l'incident, des membres cingalais de la majorité parlementaire ont suggéré à des membres tamouls de partis minoritaires que si leurs congénères ethniques n'étaient pas heureux au Sri Lanka, ils pouvaient rentrer dans leur "pays d'origine", l'Inde.
Une citation directe de W. J. M. Lokubandara (en), membre du Parti national uni et député Sri Lankais, lors d'un discours au Parlement en juillet 1981 :
« S'il y a tant de discrimination dans ces terres qui ne sont pas les leurs (aux Tamouls), alors pourquoi n'essaient-ils pas de rentrer chez eux (en Inde) où il n'y aurait pas de discrimination ? En Inde, il y a vos kovil, vos Dieux,  votre culture, votre éducation, vos universités, etc. Vous êtes les maîtres de votre destin. »

### Président Ranasinghe Premadasa
En 1991, le président de Sri Lanka de l'époque Ranasinghe Premadasa a publiquement proclamé :
« Lors des élections du Conseil de développement de district en 1981, certains membres de notre parti ont rassemblé beaucoup de personnes venant d'autres parties du pays vers le Nord,  pour créer des ravages et y perturber la tenue des élections. Si vous souhaitez savoir qui a brûlé la collection inestimable de livres à la bibliothèque de Jaffna, il suffit de regarder les visages de ceux qui s'opposent à nous. »
Il accusait par là ses opposants politiques à l'intérieur même du Parti national uni, Lalith Athulathmudali et Gamini Dissanayake, parce que ces derniers venaient de déposer une procédure de destitution contre lui, en l'accusant d'être directement impliqué dans l'incendie de la bibliothèque.

### Président Mahinda Rajapakse
En 2006, le Président du Sri Lanka Mahinda Rajapakse a annoncé :
« L'UNP est responsable des émeutes à grandes échelles et des massacres contre les Tamouls en 1983, de trucage des votes lors les élections régionales de la Province du Nord et de l'incendie de la bibliothèque de Jaffna. »
Il conclura son discours en soulignant qu'à cause de l'accumulation de ces atrocités, la voix des Tamouls était maintenant noyée par le bruit des armes à feu, en faisant référence au terrorisme des LTTE.

### Premier Ministre Ranil Wickremesinghe
En 2016, le Premier Ministre Ranil Wickremesinghe, leader de l'UNP, s'est excusé pour l'incendie de la bibliothèque de Jaffna, qui a eu lieu sous un gouvernement UNP.
« Nous donnons du travail au peuple. Nous créons des industries. Au moment où le président Maithripala Sirisena célèbrera son deuxième anniversaire de prise de fonctions, nous aurons accompli un énorme travail de développement dans le Nord. La bibliothèque de Jaffna a été incendiée au temps de notre gouvernement. Nous le regrettons. Nous nous excusons pour cela. Est-ce que vous vous excuserez pour les torts que vous avez commis ? »

## Droits de l'homme
Orville H. Schell, président de Human Rights Watch, et responsable de la mission d'enquête de 1982 d'Amnesty International au Sri Lanka, livre la conclusion que le Parti national uni n'a jamais ouvert d'enquête indépendante pour établir la responsabilité de ces meurtres en mai et juin 1981 et n'a jamais pris des mesures contre les responsables. Personne n'a été condamné pour ces crimes à ce jour,.

## La bibliothèque et sa place dans l'identité et les mémoires
L'incendie de la bibliothèque publique de Jaffna est devenue un évènement clé dans la mémoire collective de la population jaffnaise, et plus tardivement tamoule srilankaise. 
La bibliothèque est un haut-lieu symbolique de l'identité jaffnaise, largement façonnée et héritée par son élite coloniale, qui se considérait comme la digne dépositaire d'une culture et d'une civilisation, tamoule, qu'elle parachevait,,. L'incendie de la bibliothèque a été perçue comme une volonté d'annihiler le patrimoine tamoul jaffnais, témoignage d'une grandeur civilisationnelle supposée, qui serait « jalousée » par une « nation » cinghalaise considérée alors comme médiocre par les colons britanniques et l'élite tamoule. De même, cette exaction a été ressentie comme une attaque contre les aspirations de réussite sociale et académique de cette communauté, qui se projetait comme ayant une appétence voire une excellence caractéristique dans les domaines culturels et intellectuels. La classe supérieure de la société jaffnaise étant alors largement un fonctionnariat colonial produit de l'enseignement moderne, qui a été introduit dans la région par les écoles de missions anglophones (certaines réputées sur toute l'île), et adopté de manière avant-gardiste (voire exclusiviste) par un segment spécifique de la population locale,. Ce qui était devenu un trait distinctif de la région, en comparaison des autres territoires (tamoulophones ou non) de l'île, où les Jaffnais qualifiés allaient trouver un emploi.
La bibliothèque publique de Jaffna était un « temple » matérialisant la réussite intellectuelle, culturelle et sociale de Jaffna, mais aussi le lieu réel et fantasmé où étaient entreposées la mémoire et l'histoire de la presque-île jaffnaise et de ses habitants. L'importance de la bibliothèque dans la représentation identitaire jaffnaise peut donner lieu à une certaine « exagération » à son sujet, notamment en ce qui concerne son rayonnement à l'échelle de l'Asie, ou de son contenu. La bibliothèque et son incendie ont été largement récupérés dans les romans nationaux des mouvements identitaires et indépendantistes tamouls srilankais, en compétition avec ceux des mouvements suprémacistes et nationalistes cinghalais, particulièrement sur la question de l'indigénéité et de l'antériorité de l'un ou l'autre de ces groupes ethniques sur l'île. Ainsi la bibliothèque de Jaffna est souvent présentée comme le lieu où était archivée une part considérable sinon essentielle d'écrits anciens qui confortent la position d'une ancienneté et légitimité des tamouls au Sri Lanka, et que son incendie résulte d'une volonté d'effacer ces « preuves ».
Parmi le public cinghalais non exposé aux faits des tensions inter-ethniques puis de la guerre civile dans le nord de l'île, il existe une idée répandue que l'incendie de la bibliothèque aurait été commise par le LTTE ou l'armée indienne déployée dans la région (l'IPKF), bien que cela soit anachronique.